# Vranov (Ctětín)
Vranov je malá vesnice a část obce Ctětín v okrese Chrudim. Nachází se asi jeden kilometr jižně od Ctětína. Vranov leží v katastrálním území Ctětín o výměře 7,52 km².

## Historie
První písemná zmínka o vesnici pochází z roku 1487.

## Galerie

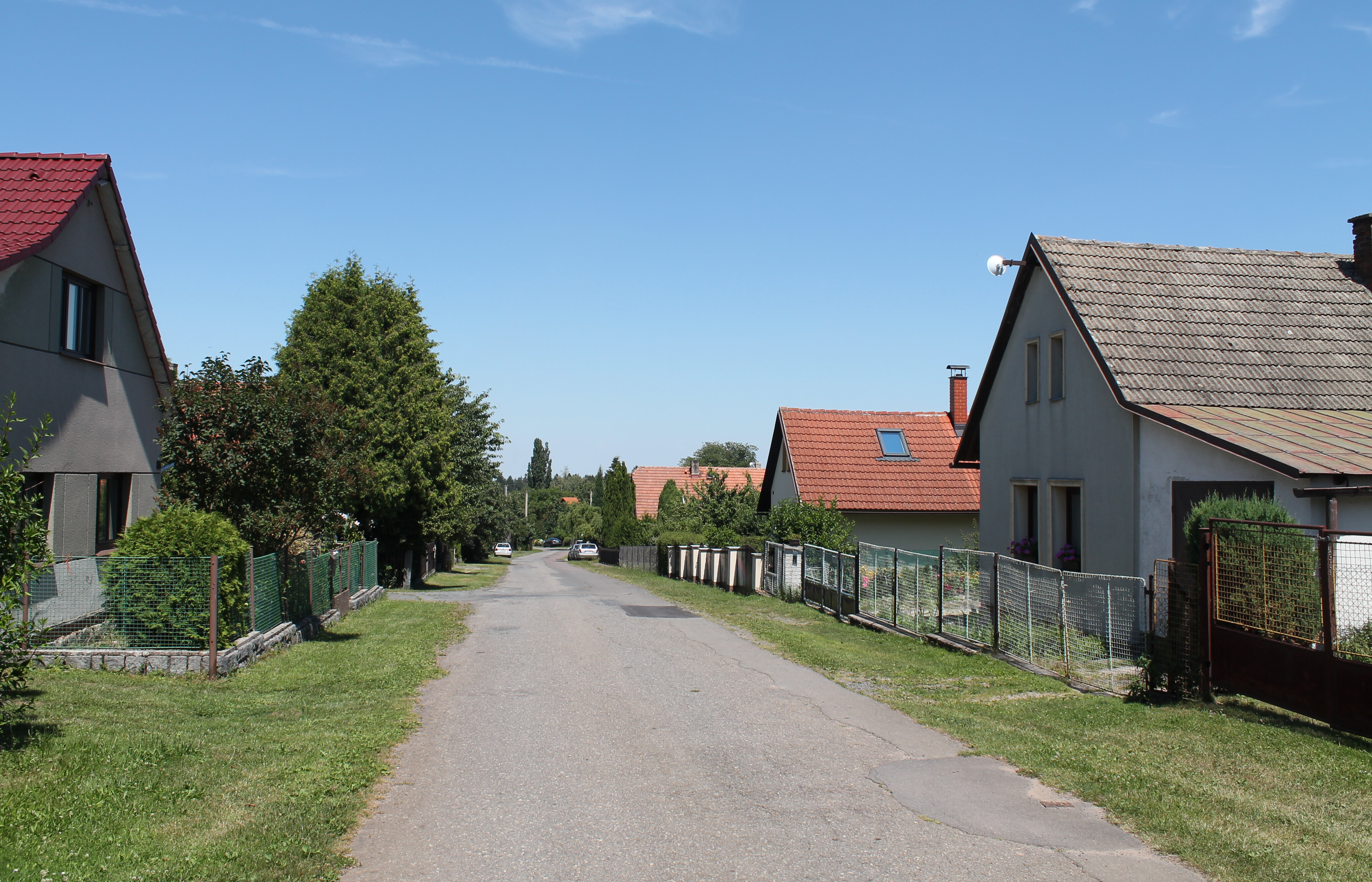
Hlavní ulice
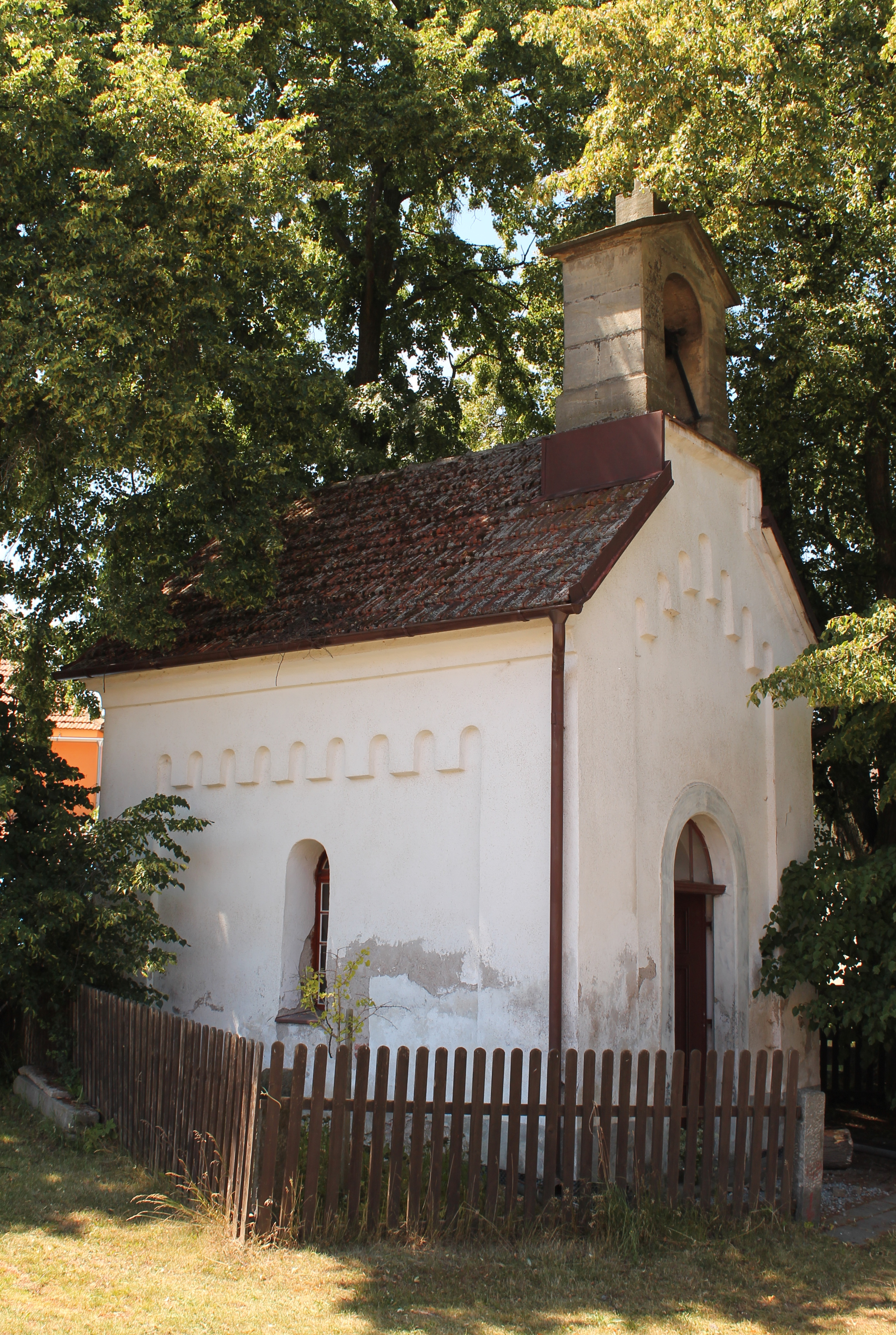
Kaple
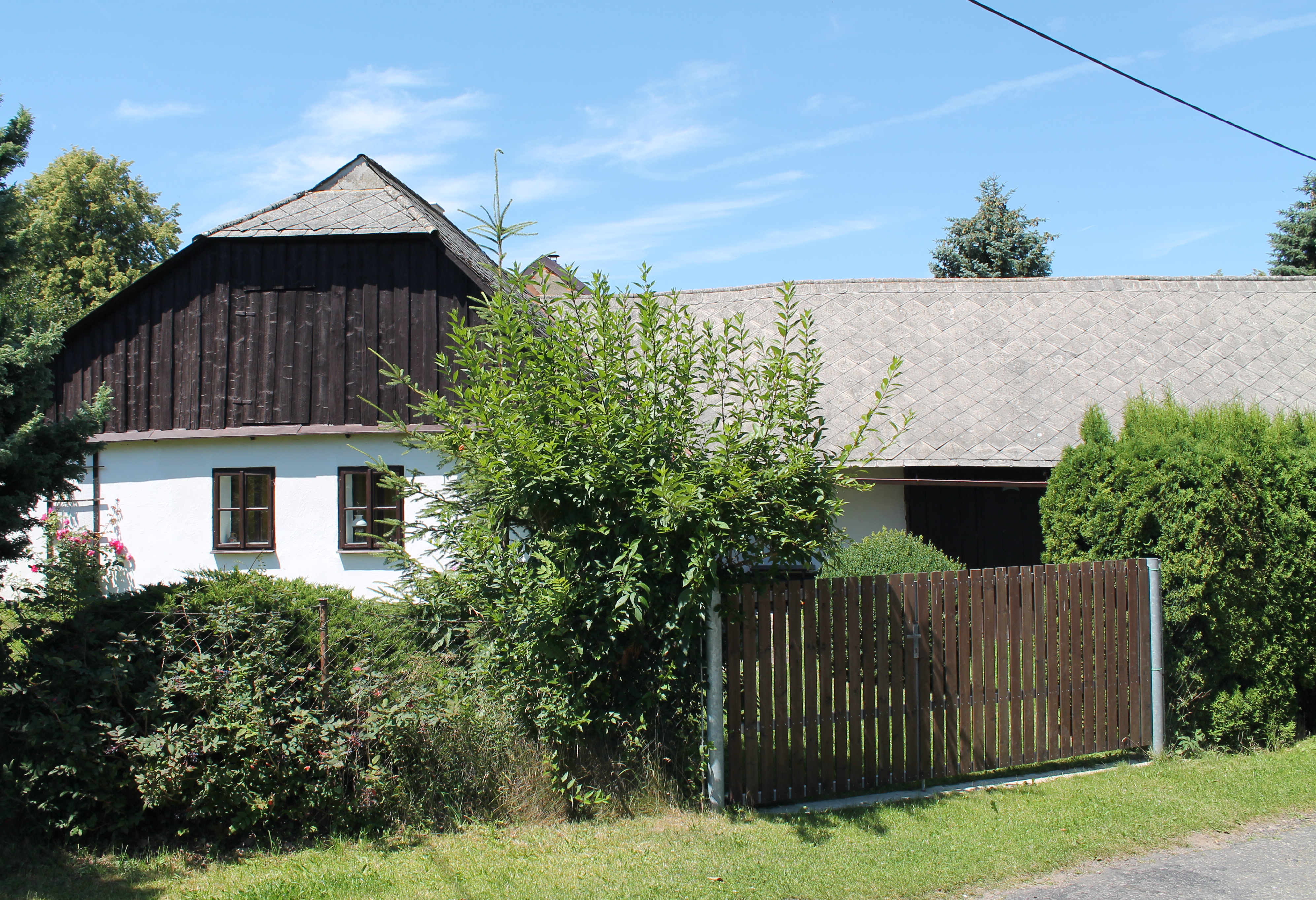
Dům čp. 2
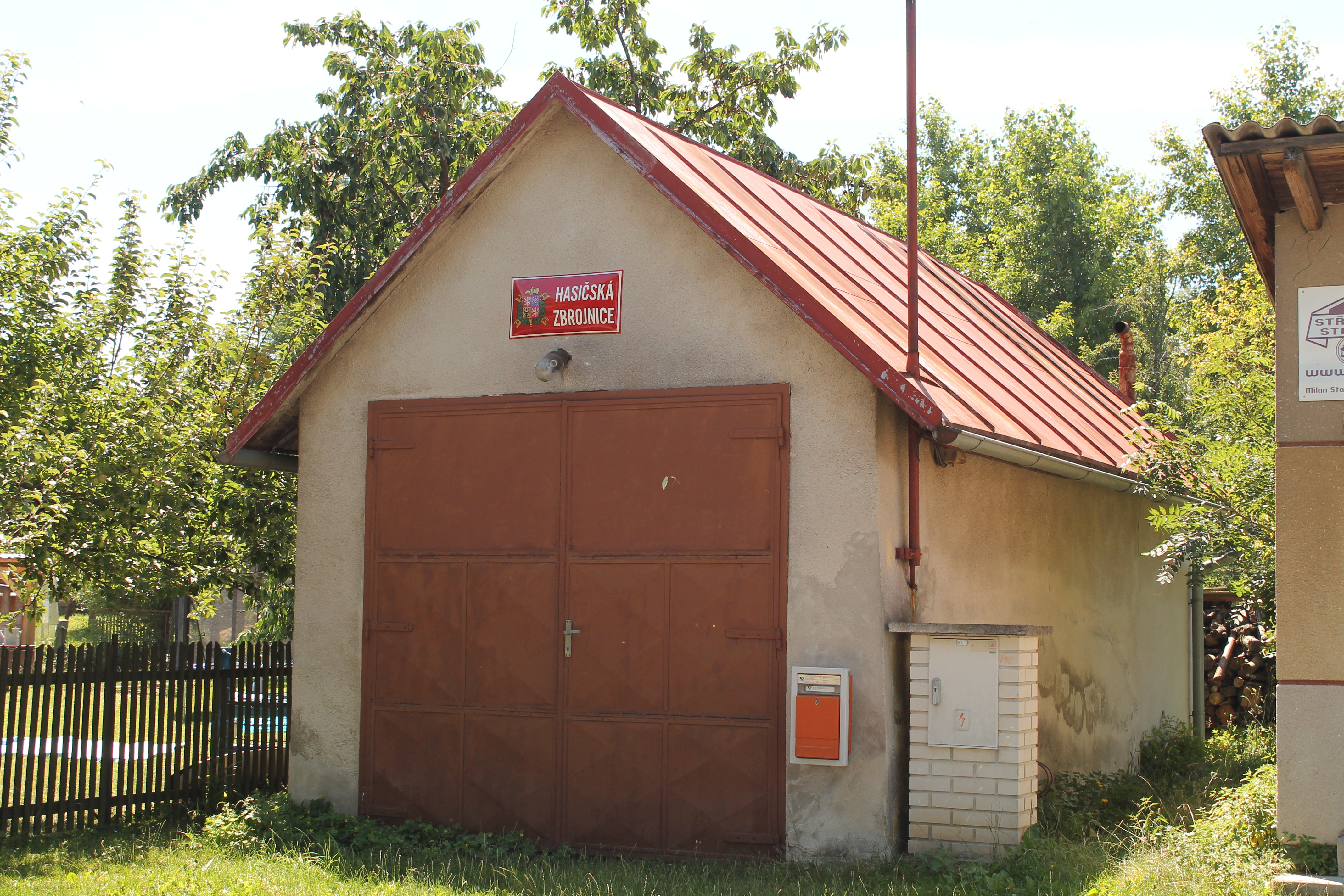
Hasičská zbrojnice
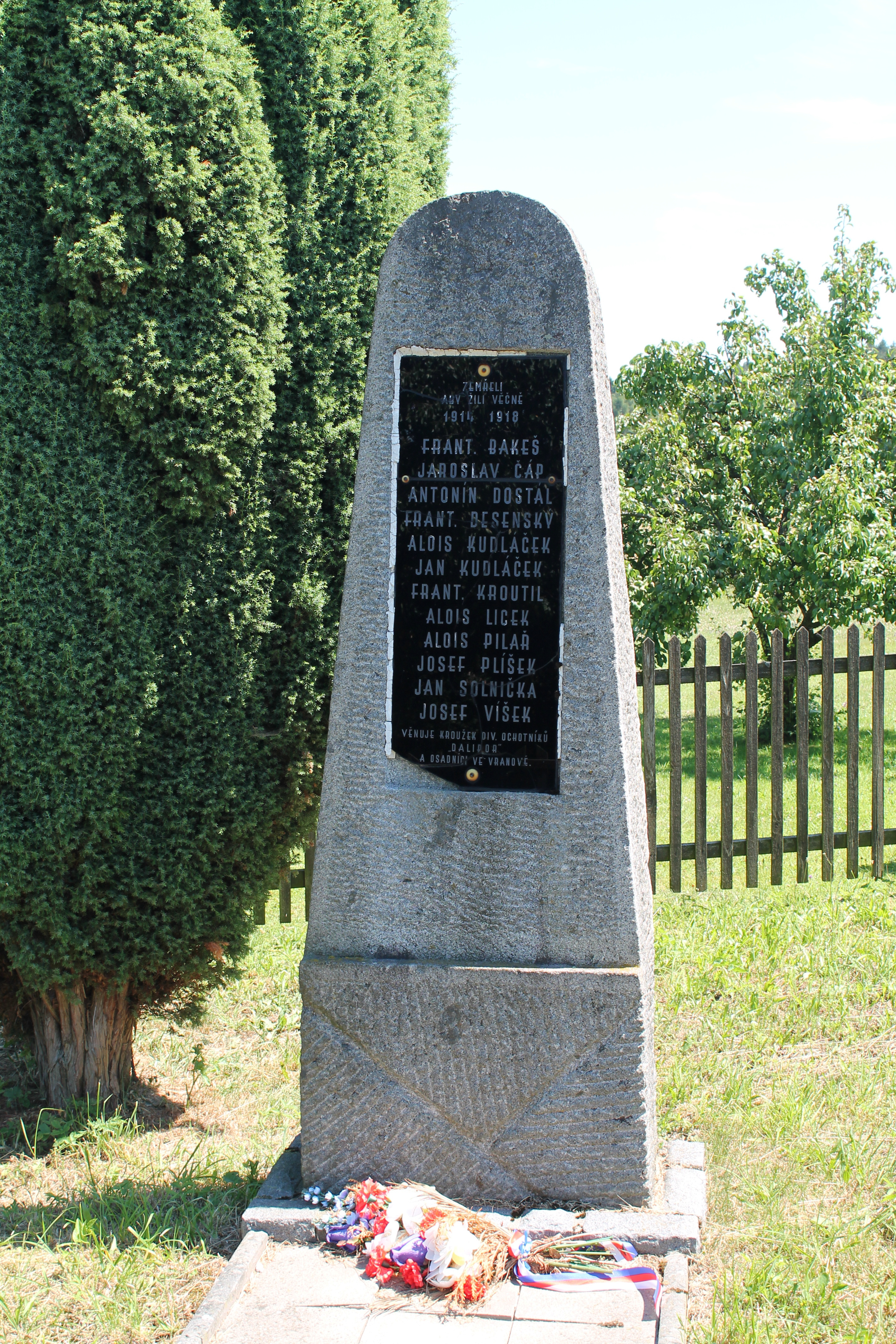
Pomník padlým v první světové válce